# Angelo Davoli
Angelo Davoli (Reggio Emilia, 7 settembre 1960 – Reggio Emilia, 6 settembre 2014) è stato un pittore e artista italiano.

## Biografia
Diplomatosi presso l'istituto tecnico industriale della sua città natale, ha studiato pittura all'Accademia di belle arti di Bologna, completando la sua formazione grazie alla frequentazione di artisti e intellettuali. Ha esposto opere in una personale presso la Galleria Hof & Huyser di Amsterdam e nelle mostre Industrial Landscapes (Civici musei di Reggio Emilia) e Sky-line, organizzata dalla Soprintendenza ai Beni e alle Attività Culturali dell'Emilia-Romagna a Bologna nel 2004. Sempre nel 2004 ha partecipato alla Quadriennale di Roma e ha vinto il premio Michetti (55ª edizione). È stato inoltre presente in esposizioni a Palazzo Reale, al PAC (Padiglione d'Arte Contemporanea) di Milano, alla Galleria di arte contemporanea di Lubiana.
Ha curato le scene per lo spettacolo di danza della compagnia Aterballetto InCanto dall'Olando Furioso (dicembre del 2007) al  Teatro Municipale di Reggio Emilia.
Con la medesima compagnia ha realizzato nel 2009 la parte scenica e i video di Certe notti (ottobre 2009) al Teatro degli Arcimboldi a Milano. Nel dicembre dello stesso anno, ha realizzato la mostra "Cantiere Morini Work in Progress" alla First Gallery di Roma, seguita da una personale a palazzo Casotti di Reggio Emilia. Nel settembre 2010 ha inaugurato una personale alla Galleria Dieffe di Torino, nell'ambito dell'evento TAG (Torino Art Galleries).
Nel 2011 viene segnalato da Fabio Fazio per il Padiglione Italia della cinquantaquattresima Biennale d'arte di Venezia, curato da Vittorio Sgarbi. Ha partecipato inoltre al film Quiproquo. È scomparso nel 2014, dopo una lunga malattia, il giorno prima del suo 54-esimo compleanno. Nella primavera del 2015 viene istituito l'Archivio Angelo Davoli, uno spazio culturale volto alla tutela, alla gestione e alla promozione della sua opera artistica. Nell'autunno del 2015 ha avuto luogo a Reggio Emilia, presso Palazzo da Mosto, una mostra antologica delle opere di Davoli, comprendente numerosi dipinti, scritti, video e fotografie dell'artista.

## Ricerca pittorica
Dalla fine degli anni ottanta, Angelo Davoli ha indirizzato la propria ricerca pittorica all'ambito del paesaggio contemporaneo, con tematiche relative ai luoghi dismessi e più in generale alle architetture industriali, rappresentati nel quadro della pittura paesaggistica.
La periferia industriale è concepita come espressione della modernità: mutevole, precaria e soggetta ad un incessante cambiamento. Le fabbriche e gli insediamenti rappresentati sono quelli tipici della pianura padana, che entra in sintonia con essi grazie a una studiata integrazione tra paesaggio e tecnologia. 
Elemento caratterizzante delle opere di Davoli è l'assenza dell'uomo: il paesaggio viene rappresentato in una dimensione in cui nessuno assiste allo scorrere del tempo; ciminiere e silos restano le sole testimonianze di un'epoca passata e coabitano con l'ambiente in spazi apparentemente abbandonati dalla memoria umana.
Una luce piena avvolge e fa emergere dallo sfondo gli edifici.
L'altro soggetto al centro della ricerca dell'artista è il cielo, che, contraddistinto da un'impronta realistica, viene spesso ritratto in un limpido azzurro, accompagnato da nuvole e aerei o posto come sfondo alle costruzioni industriali.
Il significato del cielo nell'indagine artistica di Davoli è legato al paesaggio moderno, che appare radicalmente trasformato rispetto a un tempo. Così viene descritto il ruolo che il cielo ricopre nella sua pittura:

## Tecnica
La tecnica di Davoli si contraddistingue per un marcato realismo fotografico, affiancato a metodi della pittura tradizionale. La sintesi di questi aspetti dà vita a opere caratterizzate da "una realtà ancor più reale".
Secondo l'artista, infatti, "nell'arte oggi vi è un interscambio continuo tra fotografia e pittura". Il lavoro di Davoli tende perciò a sottolineare questa relazione, creando "attraverso una tecnica in apparenza iper-realista di avvicinare sempre di più la pittura alla fotografia, per arrivare paradossalmente ad affermarne anche la profonda diversità."